# Light It Up (Major Lazer)
Light It Up è un brano musicale pubblicato da Major Lazer, collettivo articolato da Diplo con Jillionaire e Walshy Fire, eseguito in collaborazione con la cantante giamaicana Nyla. Il brano è stato pubblicato in veste di remix con una collaborazione con il cantante britannico Fuse ODG per il download digitale dal 5 novembre 2015 e reso disponibile come quarto singolo estratto dall'album Peace Is the Mission.
Nel 2016 è stata incisa anche una versione in lingua italiana del singolo, con le parti cantate eseguite dalla rapper italiana Baby K, dal titolo Light It Up (ora che non c'è nessuno).

## Classifiche
| Classifica (2016) | Posizione massima |
| ----------------- | ----------------- |
| Lussemburgo       | 5                 |